# 더 킹 (2005년 영화)
《더 킹》(영어: The King)은 2005년 공개된 영화이다.

## 출연

### 주연
- 가엘 가르시아 베르날
- 윌리엄 허트

### 조연
- 펠 제임스
- 폴 다노
- 로라 해링

## 기타
- 공동제작: 모린 A. 라이언
- 공동제작: 그윈네스 로이드
- 라인프로듀서: 수잔 커
- 미술: 샤론 로모프스키
- 의상: 리 헌세이커
- 배역: 케리 바든
- 배역: 토니 코브 브록